# Abū al-Feizi
Abū al-Feizi ibn Mubarak ou plus communément appelé Abū al-Feizi ou même Feizi est un poète indien né à Āgra en 1547 et mort en 1595 dans cette même ville.

## Biographie
Abū al-Feizi naît à Āgra en 1547 dans l’empire moghol. Il écrit en langue persane. Il est le frère d’Abu al-Fazl. En 1566, Abū al-Feizi rentre à la cour de l’empereur actuel de l’empire Moghol: Akbar en tant que poète lauréat de la cour. Akbar le désignera à plusieurs reprises comme tutueur de ses fils: Jahângîr, Murad et Daniyal. 

## Œuvres
Abū al-Feizi traduit beaucoup d’écrits sanskrit en persan telle que Mahabharata. Il a écrit un dīwān de 18000 vers appelé Tabashir al-Subh. Il écrivit un recueil de lettres. Abū al-Feizi a aussi écrit une analyse du Coran: Sewathi al-Ilham.